# رخصة القيادة في إسبانيا

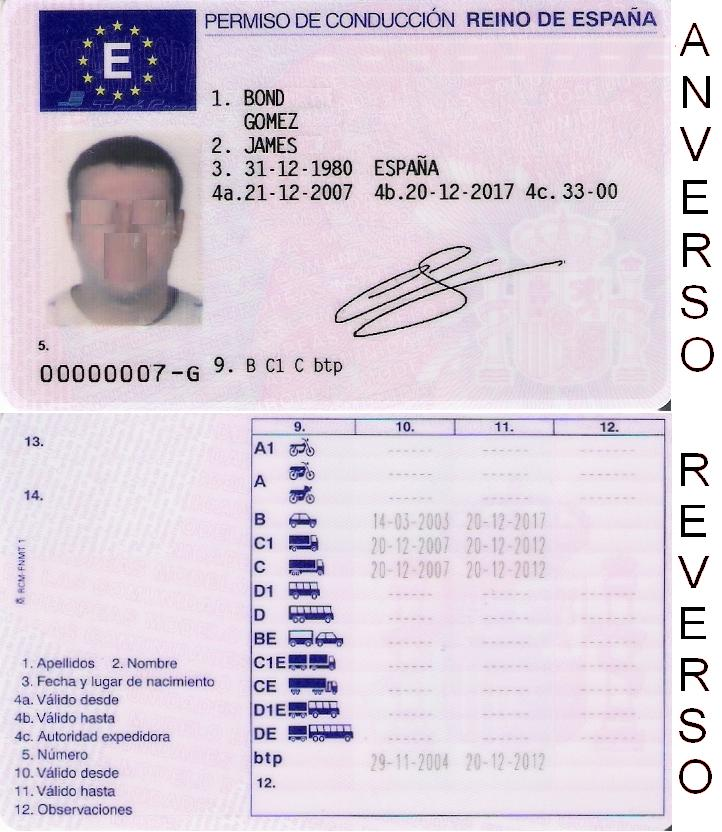
رخصة قيادة في إسبانيا

رخصة القيادة في إسبانيا في إسبانيا، رخصة القيادة هي حق حكومي لمن يطلب ترخيصًا لأي من الفئات التي يرغبون فيها. وهي مطلوبة لكل نوع من المركبات الآلية. الحد الأدنى لسن الحصول على رخصة قيادة هو: 16 سنة لدراجة نارية ، 18 سنة للسيارة ، و 21 سنة للحافلات ومركبات الشحن.

## الحصول على رخصة قيادة
يمكن الحصول على رخصة القيادة الإسبانية بعد الانتهاء من مدرسة لتعليم القيادة واجتياز اختبار على مرحلتين  اختبار النظرية واختبار الطريق. مطلوب شهادة المدرسة الابتدائية أيضا للحصول على رخصة قيادة سارية المفعول.